# Коннемара

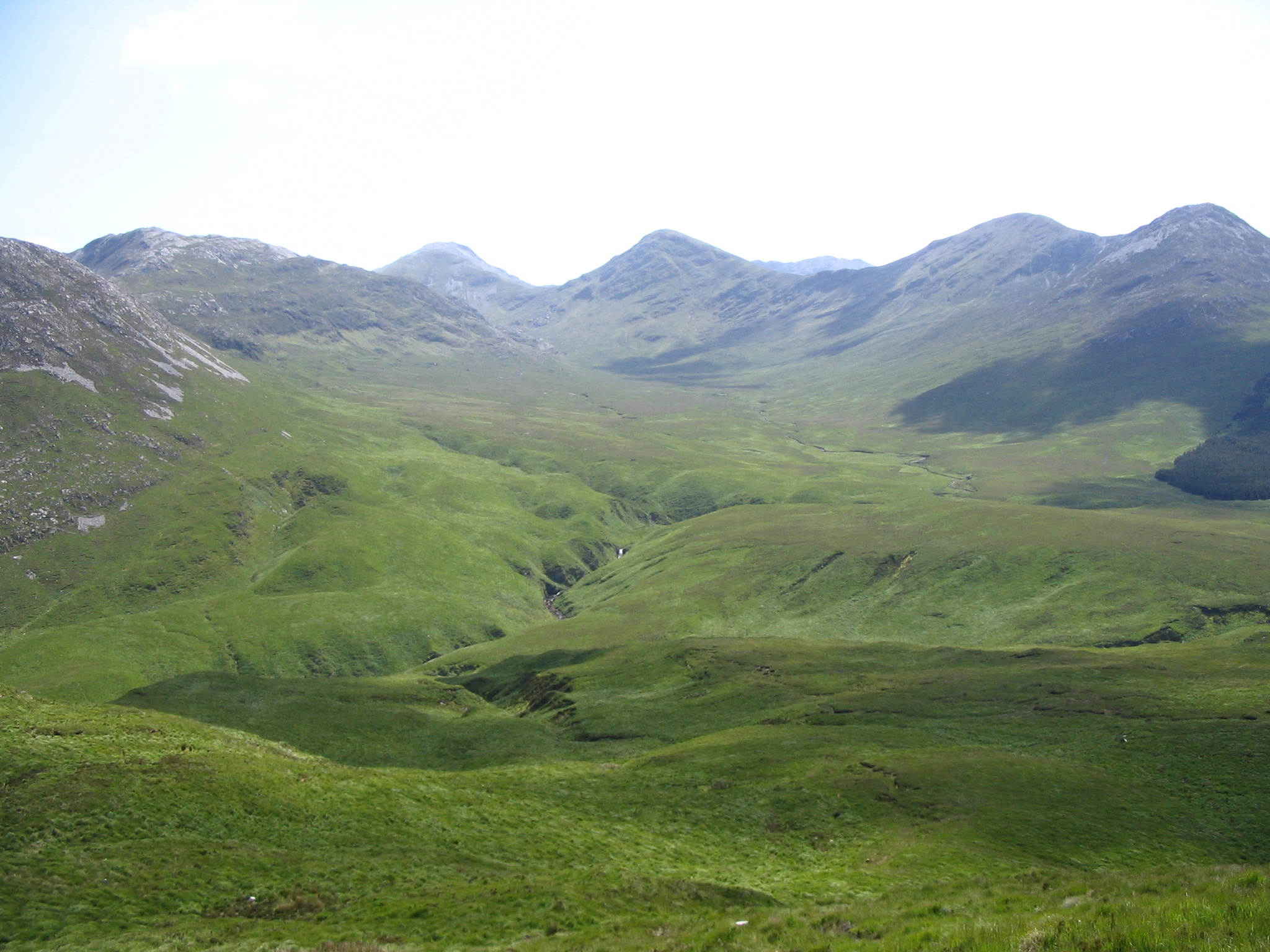
Река Полладирк, проходящая по горному хребту Твелв-Бенз.

Коннемара (ирл. Conamara, англ. Connemara, от ирл. Conmhaicne Mara — «потомки моря») — географическая область в графстве Голуэй на западе Ирландии, в юго-западном Коннахте. Расположена на полуострове между бухтой Киллари и заливом у деревни Килкиран. Часть Коннемары занимает одноимённый национальный парк. Важнейший город — Клифден.
Conmhaícne Mara — кельтское племя, жившее здесь в средневековье. До XIII века Коннемарой управлял клан Кили (en:Ó Cadhla), затем его сменил клан О’Флаэрти (en:Ó Flaithbertaigh).
Коннемара находится на территории Иар Коннахт (западного Коннахта), включающего часть графства Голуэй западнее Лох-Корриб и часть графства Мейо. Коннемара традиционно делится на Южную и Северную Коннемару, разделёнными горами Твелв-Бенз и рекой Оуэнглин (Owenglin). С юга, запада и севера Коннемара омывается Атлантическим океаном. С востока она отделена от остального графства Голуэй рекой Инвенмор (Invermore), озером Оорид (Oorid Lough), а также западным отрогом гор Момтёркс.
Коннемара мало заселена. Её пейзаж представляет собой торфяные болота (основой экономики раньше были добыча торфа и рыболовство), луга и множество небольших озёр, а также невысокие горы. Это создаёт летом характерный зелёный пейзаж с голубыми вкраплениями озёр. На юге Коннемара резко обрывается в океан; в этом месте край плато представляет собой скалы (скалы Клифден) высотой в несколько сот метров, отвесно спускающиеся к морю. Коннемара обладает большим туристическим потенциалом и считается одним из красивейших регионов Ирландии.

## Коннемара в культуре
- В Коннемаре происходит действие фильма «Однажды в Ирландии» (2011).
- Французский певец Мишель Сарду посвятил озёрам Коннемары песню «Les Lacs Du Connemara».
- Коннемара упоминается в припеве песни «Урок географии» группы Сплин[1].
- Коннемара упоминается в песне «Девушка-не-по-зубам» группы Тол Мириам.
- Коннемара послужила источником названия Коннемарского хаоса на спутнике Юпитера Европе.
- Одна из пьес ирландского драматурга Мартина Макдонаха называется «Череп из Коннемары». Мартин Макдонах и режиссёр фильма «Однажды в Ирландии» Джон Майкл Макдонах — родные братья.
- В Коннемаре происходит действие рассказа А. Белаш, Л. Белаш «Видела я страну добрую, светлую».